# Megachile constructrix
Megachile constructrix är en biart som beskrevs av Smith 1879. Megachile constructrix ingår i släktet tapetserarbin, och familjen buksamlarbin. Inga underarter finns listade i Catalogue of Life.